# كغارتن سترلسون
كغارتن سترلسون هو لاعب كرة قدم آيسلندي، ولد في 27 ديسمبر 1975 في آيسلندا. شارك مع منتخب آيسلندا تحت 19 سنة لكرة القدم ومنتخب آيسلندا لكرة القدم. أما مع النوادي، فقد لعب مع نادي فالور ونادي فيلكير.

## مسيرته الكروية
لعب كغارتن سترلسون خلال مسيرته الاحترافية مع ناديين في ثمانية عشر موسمًا ولم يسجل خلالها أي هدف ضمن 272 مباراة. حيث فاز في ثلاثة مواسم بالكأس وفي موسم واحد بالدوري.
خاض كغارتن سترلسون مسيرته مع نادي فيلكير في موسم 1995 ليلعب معه عشرة مواسم، مشاركًا في 161 مباراة ولم يسجل أي هدف. ثم انتقل إلى نادي فالور في موسم 2005 ليلعب معه ثمانية مواسم، حيث شارك في 111 مباراة ولم يسجل أي هدف أيضًا.

## وصلات خارجية
- كغارتن سترلسون على موقع الاتحاد الدولي (مؤرشف)  (الإنجليزية)
- كغارتن سترلسون على موقع قاعدة بيانات كرة القدم.إي يو (الإنجليزية)
- كغارتن سترلسون على موقع ناشيونال فوتبول تيمز (الإنجليزية)